# Criomódulo

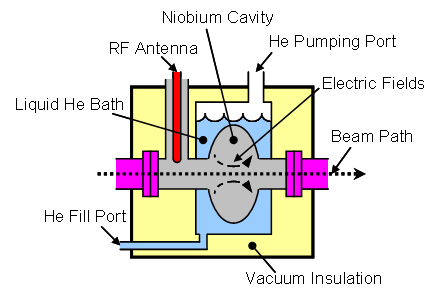
Esboço simplificado de uma cavidade SRF em um banho de hélio, com acoplamento RF e um feixe de partículas de passagem.

Um criomódulo é uma seção de um moderno acelerador de partículas composto de cavidades de aceleração RF supercondutora (SRF) e requer temperaturas operacionais muito baixas (em torno de 2 kelvins). O criomódulo é um componente complexo, super-resfriado e de última geração, no qual os feixes de partículas são acelerados para a pesquisa científica. As cavidades de nióbio são resfriadas com hélio líquido. Uma seção de criomódulo de um acelerador é composta de cavidades normais de condução e supercondutoras que aceleram o feixe, incluindo também uma rede magnética que fornece foco e direção.

## Galeria

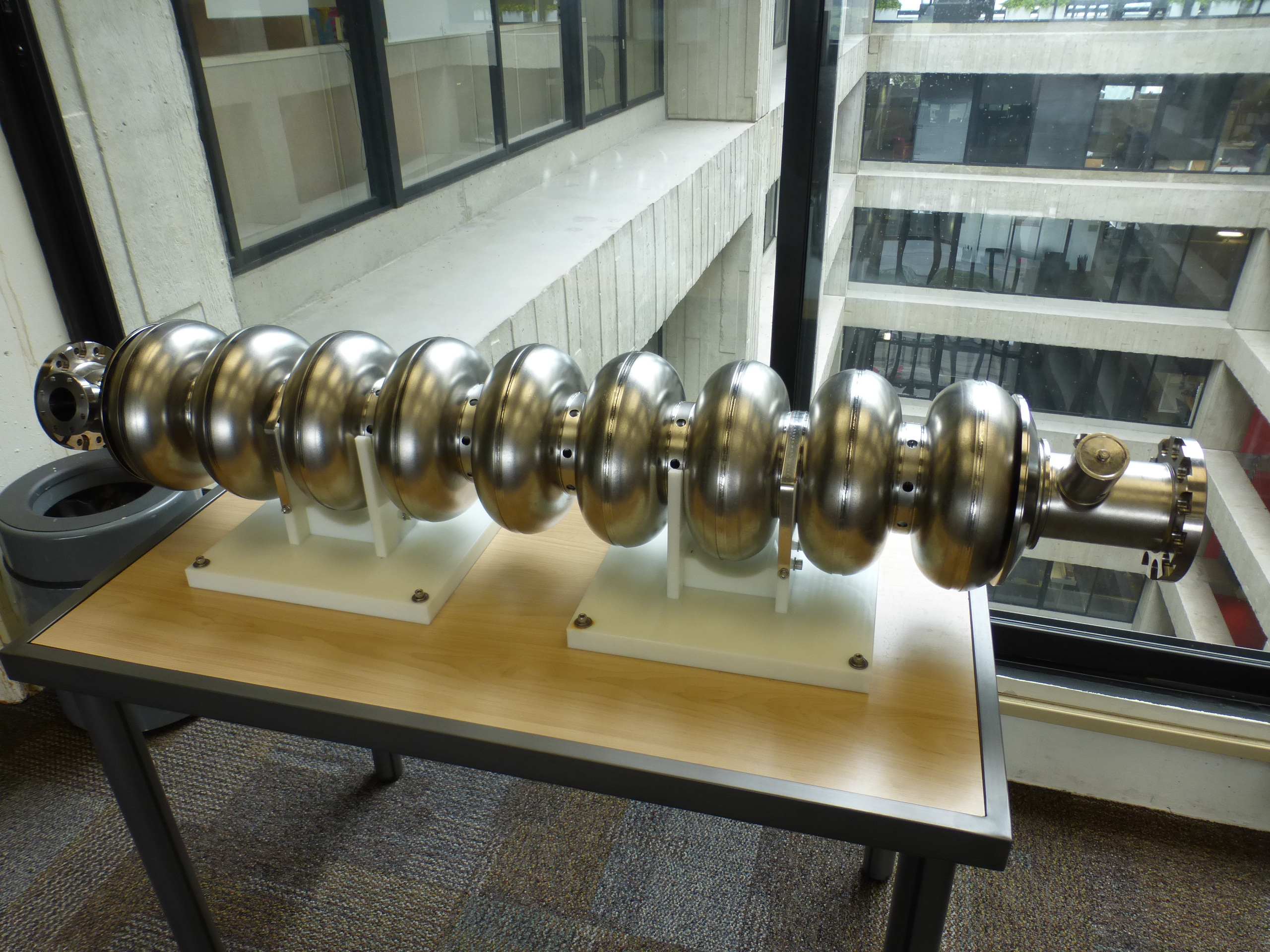
Uma cavidade de radiofrequência supercondutora de nove células de 1,3 GHz baseada em nióbio para ser usada no "linac" principal
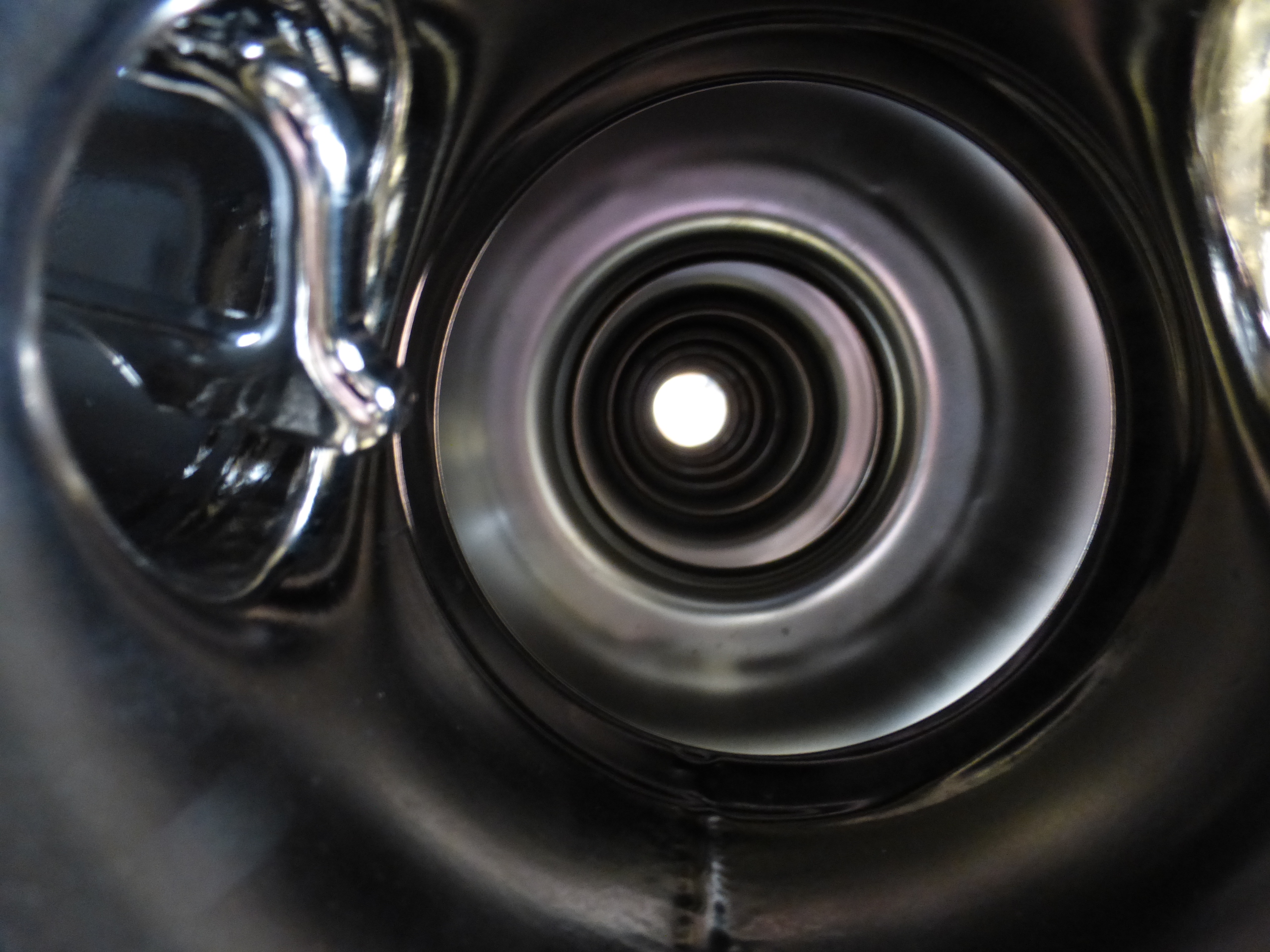
Uma visão interior da cavidade de radiofrequência supercondutora de nióbio
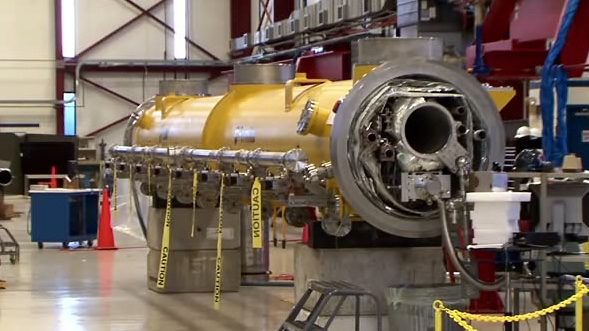
Um criomódulo do Colisor Linear Internacionalsendo testado no Fermilab
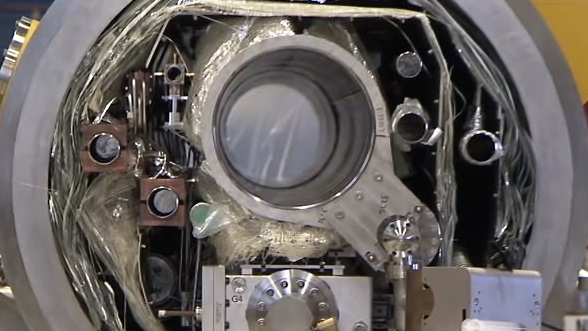
Seção transversal do cryomodule. Um grande tubo no centro é o tubo de retorno de gás Hélio. O tubo fechado abaixo é o eixo do feixe.
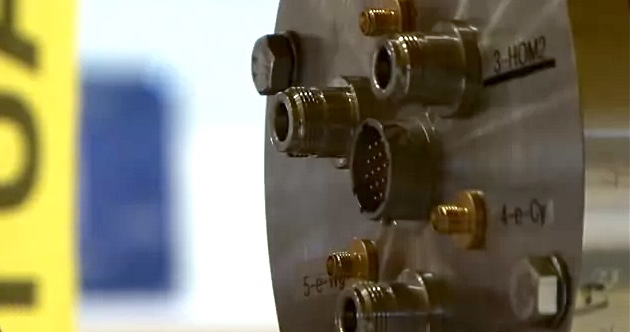
Um flange do criomódulo é usado para conectar fios e cabos de instrumentação.